# Gull Rocks
Les îles Gull Rocks, connues également sous le nom de Carter's Rocks, forment un petit archipel composé de deux îles situées dans le sud-ouest de l'Angleterre ; elles se trouvent dans la baie de Holywell (en), en Cornouailles.

## Étymologie
Le nom Gull Rocks est composé des mots anglais gull (« goéland, mouette »), et rocks (« pierres, roches, rochers »).

## Histoire
En 2002, des scènes du film d'espionnage britannico-américain Meurs un autre jour furent tournées dans la baie de Holywell (en), à proximité des deux îles,.

## Galerie

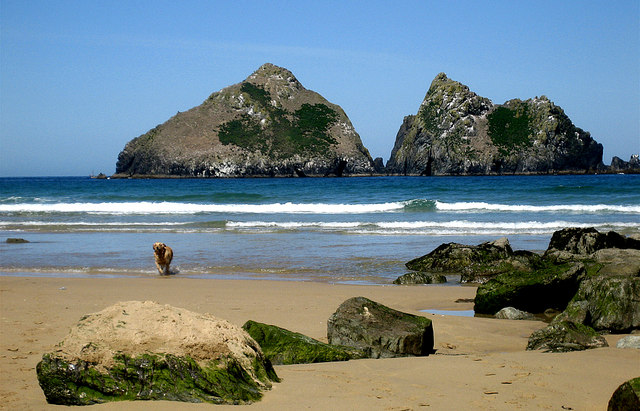
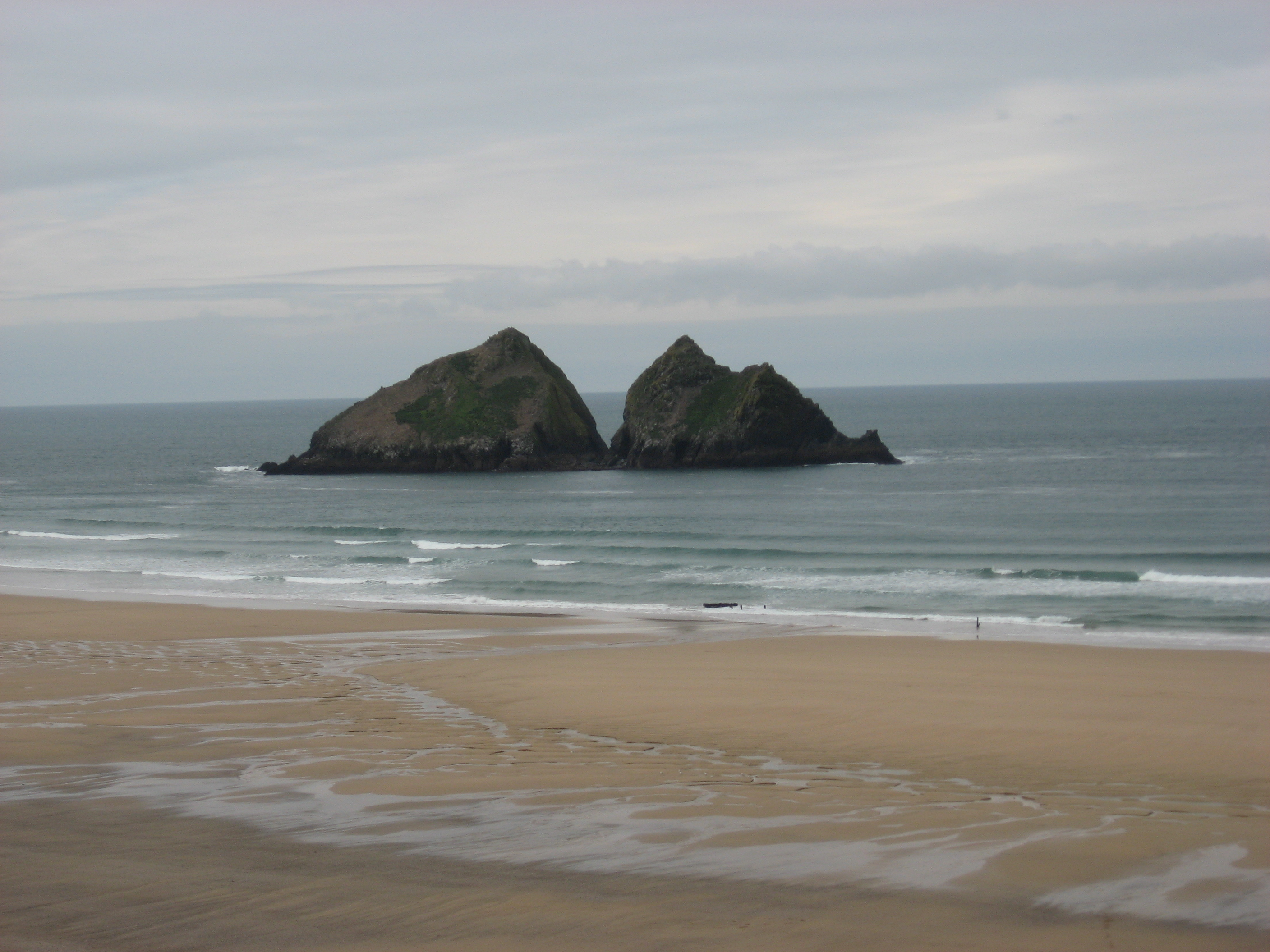
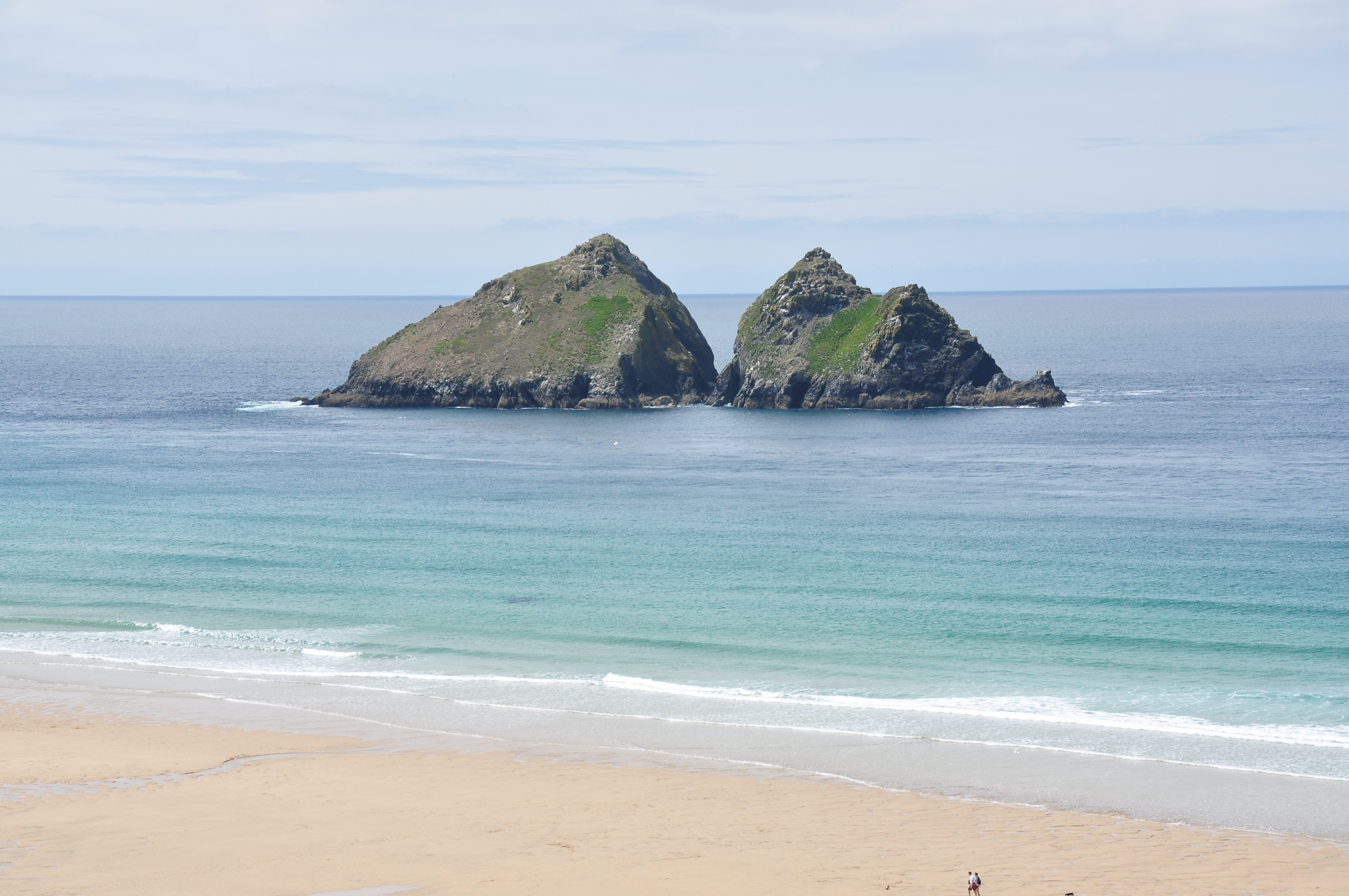
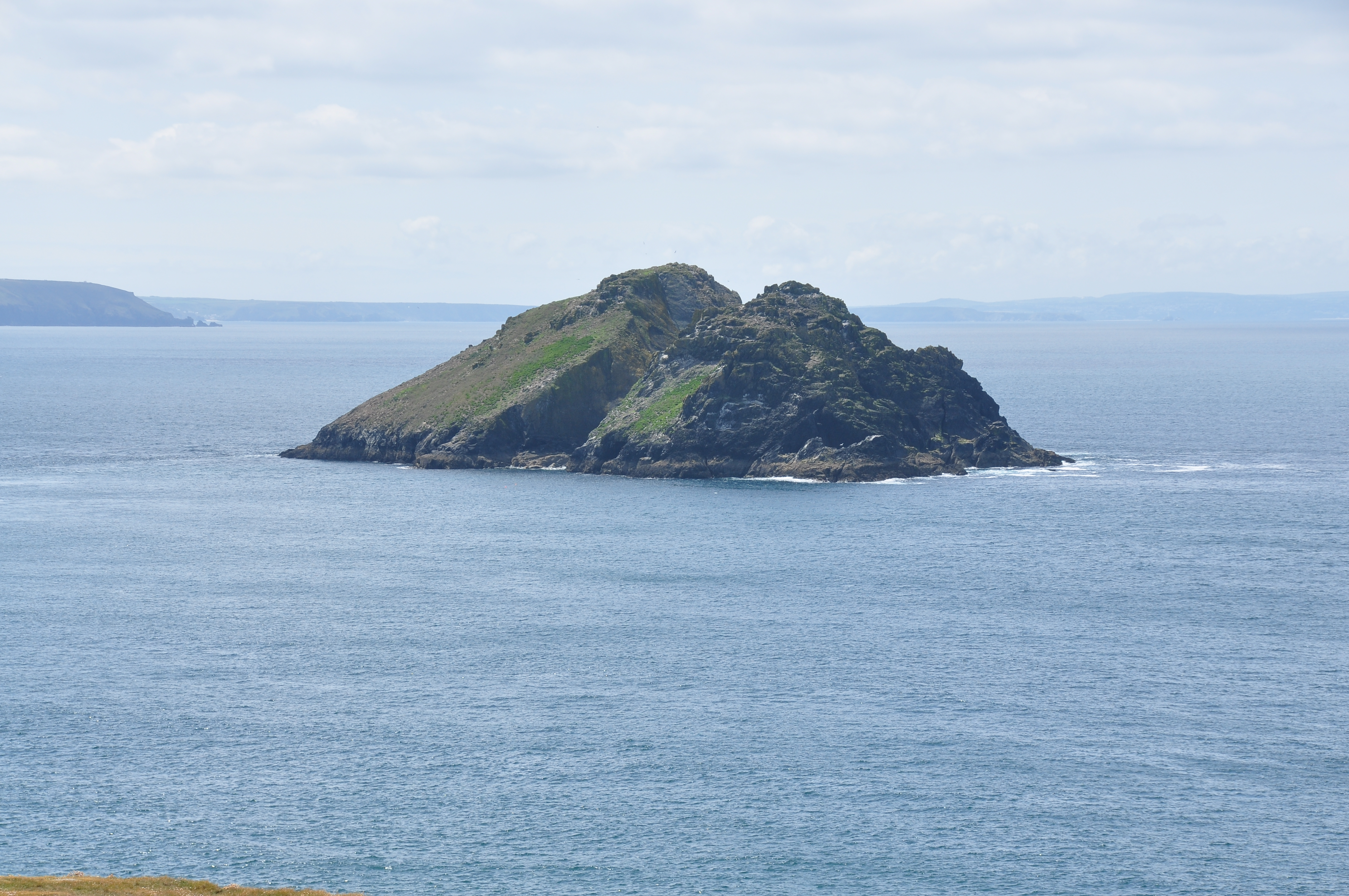
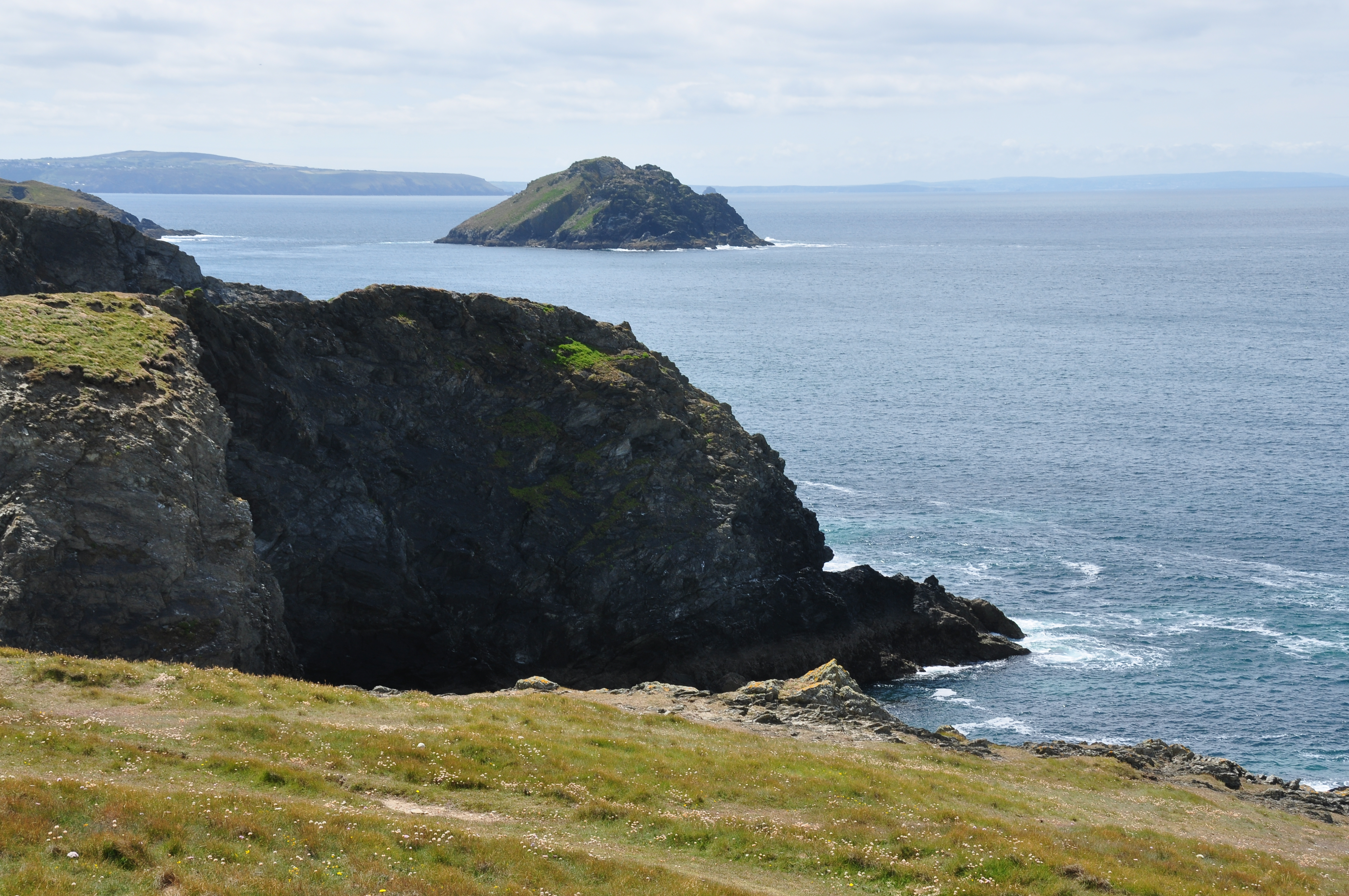
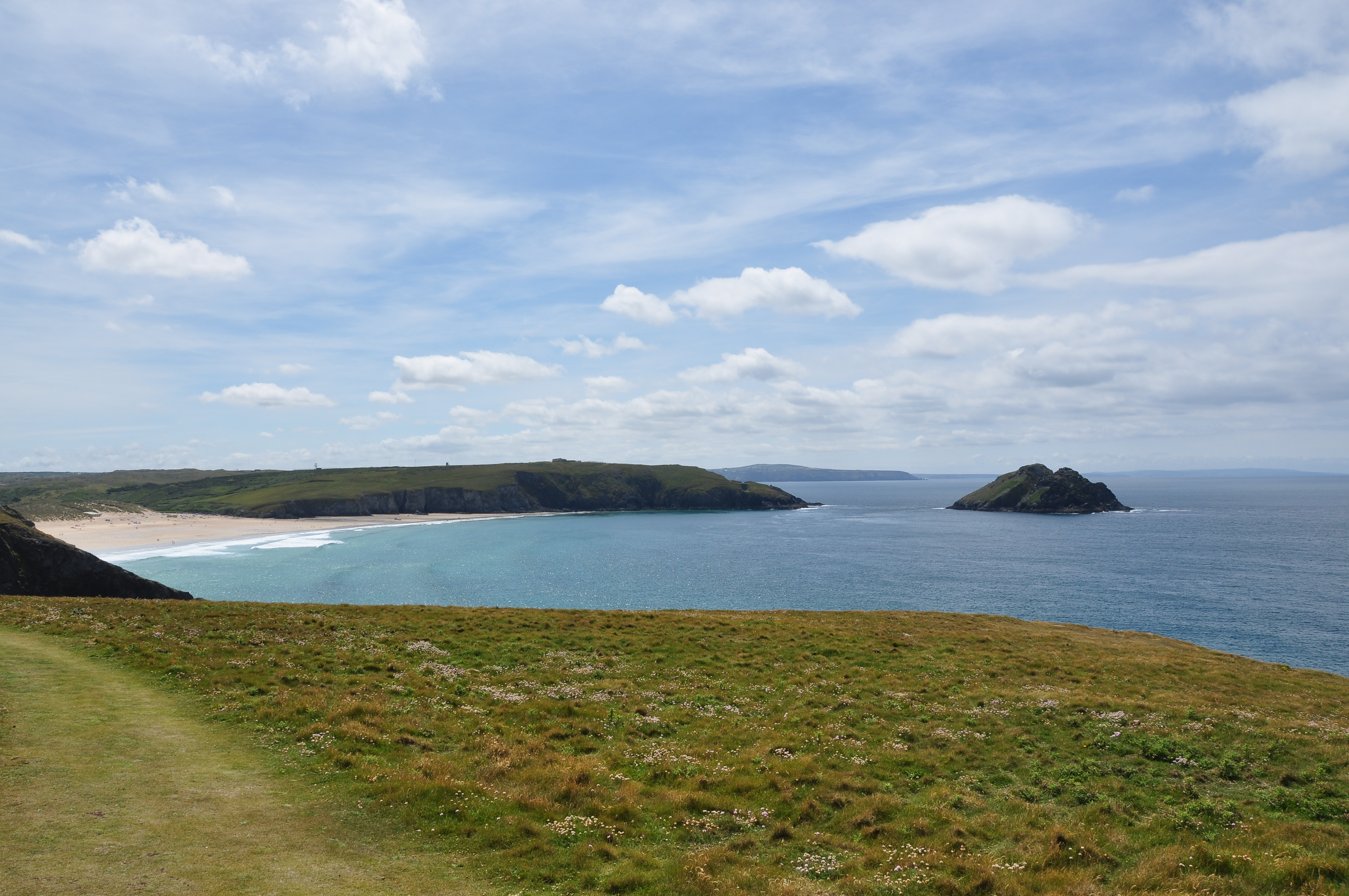